# 世界一初戀
《世界一初戀》（日语：世界一初恋）系列是一部跨媒體的BL作品，「高野政宗×小野寺律」、「雪名皇x木佐翔太」以漫畫家中村春菊所繪的漫畫版、「羽鳥芳雪x吉野千秋」、「桐嶋禪x橫澤隆史」由和小說家藤崎都所撰寫的小說版於2006年10月發行的小說雜誌《The Ruby》（日语：ザ・ルビー）開始同時連載，之後轉到雙月刊《CIEL》繼續連載。此作於2008年10月開始推出廣播劇CD，後來於2010年上半年宣佈電視動畫化，於隔年4月8日開始播放，並為了給TV版預熱，決定於3月22日隨漫畫第五卷限定版同捆發行OAD。另外，「橫澤隆史的情況」動畫電影 於2014年3月15日在日本上映，同時還有情人節短篇。在《世界一初戀～小野寺律的場合～ 8》中已經公開桐嶋禪的聲優。與本作延伸的相關作品以及同為中村春菊所作之漫畫《純情羅曼史》享有共同世界。在2014年8月和《純情羅曼史》一同轉到與作品中同名編輯部的《エメラルド》繼續連載。

## 劇情簡介
講述小野寺律在高中時一直暗戀著嵯峨政宗前輩，在偶然的機會下，明明打算要小心地在遠處看著他，決定要一直這樣地把心情隱藏起來，但他已出現在自己的眼前。那些感情就從體內不斷地湧出，雖然拚命壓抑卻還是滿溢了出來，結果就直接向嵯峨前輩告白了。由於一個遮羞的小動作，使雙方都誤會對方。
十年過去了，小野寺律被分配到丸川書店少女漫畫部當編輯，但這份工作卻不是他想要的。再加上第一天上班就被高野先生訓斥，而且還為了幫漫畫家示範接吻動作而被上司性騷擾。相處許久之後，高野先生終於認出高中時向自己告白的對象小野寺律，而小野寺律卻渾然不知。高三時，因父母離婚，改了姓的嵯峨政宗，其實就是現在的上司「高野政宗」，當他們互相說明後，才發現當初那件事是個誤會。小野寺律自從那件事後，就再也不相信初戀這回事了，他認爲初戀是不可能再實現的，但高野政宗卻自信滿滿地說：「我會再讓你說出喜歡我！覺悟吧！」

## 出場人物（劇透有）
（請注意：「朝比奈薰x井阪龍一郎」是《純情羅曼史》系列且不是《世界第一初戀》系列。在漫畫特編沒有將這一對放在裡面而是在隔壁的《純情羅曼史》純情ミックス）

### 高野政宗×小野寺律篇
小野寺律（聲：近藤隆）
25歲→26歲。生日：3月27日。星座：牡羊座。鞋號：26.5。身高：172cm。體重：58kg。
少女漫畫綠寶石編輯部的新編輯，專責漫畫家武藤雪菜。轉職前是家族出版社小野寺出版社的文藝部編輯，專責小說家宇佐見秋彦及角遼一。因為討厭被人說頂著七彩光環而轉職到丸川書店。有一位家族決定的未婚妻，小日向杏（現已解除婚約）。視小杏為妹妹，有點忌妒橫澤。經常胃痛。因沒有時間整理，家裡經常一團亂。在高中時向暗戀三年的嵯峨政宗（高野政宗）告白後兩人交往了一段時間，認為自己被學長玩弄而離開日本出國留學（英國），因此事性格也變得彆扭又陰沉負面，不過在緊要關頭的直率及不服輸的個性到是沒什麼改變。當年因為想將嵯峨政宗在圖書館所讀過的書全數借閱，但又怕被對方發現而將自己的名字寫為「織田律」，也因此讓十年後的政宗並未在第一時間認出自己，此事讓後來的政宗大聲抱怨：「啥！？也就是說這整整十年我都不知道你的真名！？」（動畫第二季11話）。入職一段時間後才因性情被高野政宗認出是當時的學弟。入職約半年後，開始察覺自己對政宗依舊抱有喜歡。
高野政宗（聲：小西克幸）
27歲→28歲。生日：12月24日。星座：摩羯座。鞋號:28。身高：180。體重：75kg。
小野寺律的直屬上司，也是他的鄰居。因高三時父母離婚而改了姓氏，舊姓是嵯峨。在父母離婚後搬到母親娘家四國（香川）。在開車和看原稿時需要戴眼鏡。少女漫畫綠寶石編輯部的主編輯，工作非常有效率，加入丸川書店後隨即於一年內在岌岌可危的綠寶石編輯部做出公司內出版量部門第一的成績。專責漫畫家一之瀨繪梨佳。表面上個性傲慢橫暴，也十分有自信，但實際上是個孤癖又內心纖細的人。高中時曾與小野寺律交往，在被告白前便察覺到（跟蹤狂）律的愛慕之情，因為在父母離異的家庭中成長導致性情十分扭曲，對於當時如白紙般單純的律有著強烈的毀滅欲，卻仍被『純粹的喜歡』自己的律擊敗。爾後十年來內心始終只有律一個人，一直以為他的名字是織田律。高中時曾飼養一隻被遺棄的小貓，名為空太，在失去律及家庭變異的雙重打擊下大學曾有著來者不拒、生活不正常的頹廢時期，當時由橫澤隆史代為飼養，後來空太就黏著橫澤不放了。
美濃奏（聲：綠川光）
少女漫畫綠寶石編輯部的編輯。周期前後的差異不多。在任何時候都一副微笑的樣子，但其實是腹黑。高野還警告過小野寺，只有美濃，是絕對不能把他弄生氣的。結過一次婚，後來離婚了。姊姊病故留下一子大和，因姊夫失聯，遂將大和收為養子。
小日向杏（聲：田村由香里）
律的未婚妻，由家人決定的訂婚對象。獨生女，與小律家關係甚好。單戀溫柔的小律多年，但只被小律視為妹妹，表白後遭拒絕，仍對他有好感。而後在杏的觀察入微下，問道：「小律你該不會是，喜歡那個鄰居（指政宗）吧？」確認小律的情感後便向高野大喊：「鄰居先生!!如果你讓小律哭的話，我不會放過你的！我最喜歡小律了，所以，好好加油！」。
佐伯（聲：中原麻衣）
小野寺出版社少女漫畫部的女編輯。有酒癖。與小野寺同期入社，社內唯一接受他的人。
灰谷新
在集談社工作。少年漫画「Earth」的總編輯，是個雙性戀。和高野有過節。向小野寺告白時，向高野及小野寺表明自己是認真的。但其實是暗戀高野，被識破後也被高野拒絕
嵯峨（聲：青山穣）
高野政宗的父親。醫生。和高野其實沒有血緣關係。感情十分冷淡。
高野琴子（聲：下田レイ）
高野政宗的母親。律師。在高野大學的時候曾寄出結婚信給高野。
清宮尚
現專職攝影家，小野寺在英國留學時認識到的好友，留學期間和小野寺同一個寢室。看到小野寺從惡夢中驚醒而擔心不已，在追問下知道惡夢的緣由是嵯峨（高野）後對此感到厭惡，在知道高野追求小野寺後，在咖啡廳對高野說小野寺以前在英國的狀態併表示自己喜歡小野寺。之後小野寺拒絕清宮對告白，解釋其中對誤會後清宮明白自己完全沒戲了，鼓勵小野寺去和高野先生解釋和告白。

### 羽鳥芳雪×吉野千秋篇
吉野千秋/吉川千春（聲：立花慎之介）
28歲。生日：10月12日。星座：天秤座。身高：170cm。
擁有銷售額超過1000萬本，以吉川千春為筆名的超人氣少女漫畫家，卻是拖稿的慣犯。對自己不利的事會忘得一乾二淨的類型。因為不希望被讀者知道其男性身份，故從不出席簽名會。亦因甚少外出所以不習慣在人多的地方。跟羽鳥芳雪是童年時代的朋友，在被羽鳥告白前未察覺羽鳥的心意。曾誤會優與小鳥可能在交往，但在感冒時曾認為如果小鳥喜歡的是他多好。雖然自己家有一張king-size的床，但總喜歡在羽鳥芳雪的床上睡覺，即使5天沒洗澡也照睡不誤。經常說出無意識的話，但自己並不知道。童年時期意外的體質比較好，妹妹是吉野千夏。
羽鳥芳雪（聲：中村悠一）
28歲。生日：6月6日。星座：雙子座。身高：187CM。
性格認真，廚藝精湛。暱稱是小鳥（tori）。少女漫畫綠寶石編輯部的副編輯，專責漫畫家吉川千春。獲名作家一之瀨繪梨佳的青睞。跟吉野千秋是童年時代的朋友，一直喜歡他，現在身為他的編輯，需命令他交漫畫原稿。雖然經常對吉野說教但也有擔心吉野會在某一天和自己說分手的情況。有過小時候曾被吉野千秋傳染感冒而導致在家休息三天的事，童年時期體質比較差。
柳瀨優（聲：神谷浩史）
28歲。身高：177CM。
專業漫畫家的助手，多負責少年漫畫，也是吉野千秋的主要漫畫助手。畫藝高超，總以吉野千秋的工作為先，所以一直拒絕當其他作家的專屬助手。喜歡吉野千秋，曾向吉野千秋告白，但是被他拒絕。
是骨架控，從初一時喜歡吉野的原因其一是他的手，感覺骨骼勻稱。而亦曾表示他很喜歡吉野的骨架。
一之瀨繪梨佳（聲：大原沙耶香）
美人。人氣少女漫畫家。
高屋敷玲二
羽鳥芳雪大學時代的朋友，在大學的時候經常要求羽鳥給自己做飯吃，吉野對高屋敷的印象是個輕浮的人，喜歡羽鳥，但卻被羽鳥拒絕
星野早苗
羽鳥芳雪高中時的女朋友，在學生會任職，跟羽鳥一同獲得過「文化祭最登對情侶」冠軍但不久後便分手。據柳瀨優說，是個美女，骨架很漂亮的。

### 雪名皇×木佐翔太篇
木佐翔太（聲：岡本信彥）
30歲。生日：3月14日。星座：雙魚座。身高：169CM。
少女漫畫綠寶石編輯部的編輯。十分童顏，很喜歡長得好看的帥哥，以往有著只要對方的臉合自己口味就會與對方發生關係的習慣。某天在下班回家的路上碰巧走進一間書店，遇到負責收銀的雪名皇而對他一見鍾情。認為平凡到極點的自己在戀愛及事業上皆一事無成十分悲慘，個性上屬於「你追多遠我就跑多遠的類型」，有自卑傾向，在雪名的告白下，驚慌的拚命強調：「我只是喜歡你的臉。」而拒絕交往，卻被雪名一句：「那你現在為什麼不肯看我?」點出「因為不是只有臉，而是看著『我』吧。」，啞口無言的翔太才察覺到，這是自己的初戀。
雪名皇（聲：前野智昭）
21歲。生日：9月6日。星座：處女座。身高：186cm。體重大約66公斤。血型為A型。
出生在北海道札幌市，次子，家中成員為父母、一個哥哥。興趣是繪畫、看書、逛展覽。在書店「ブックス まりも」（BOOKS MARIMO）打工，負責少女漫畫部的雪名時常以自己的外表向女孩子推銷書。在T藝術大學修讀美術專業繪畫科專攻油畫的大三學生。從小喜歡少女漫畫，所以使其銷售量極佳。個性十分開朗、直率，毫不掩飾的喜歡，常令翔太不知所措。在兩人正式認識前，早已察覺到翔太的視線，還以為自己是不是「被可愛的高中生暗戀」而在意著翔太，後來在意外的情況下得知自己特別珍愛的書全都是翔太製作的而更加喜歡他，認為這就像是「少女漫畫中命運的安排」一樣。
男子（聲：遊佐浩二）
和翔太發生過關係的男人。事後對翔太窮追不捨，在書店與翔太拉扯，最後被雪名趕跑。
市村（聲：羽多野渉）
和翔太發生過關係的男人。以為翔太只有18歲。
小嶋里緒
T藝術大學美術系三年級的女學生。曾經跟雪名交往過，之後和平分手。
雪名帝
雪名的哥哥，和雪名皇一樣都是會閃閃發光的帥哥，在找到皇後詢問皇是否要回鄉（曾說過自己要考研），知道他的弟弟與翔太的關係，并表示支持。

### 桐嶋禪×橫澤隆史篇
橫澤隆史（聲：堀内賢雄）
27歲。生日：6月18日。星座：雙子座
別稱「營業部的暴熊」。公司中非常強勁優秀的營業部社員，很會照顧人。高野政宗大學時代的同學及朋友，在政宗頹廢時期兩人酒後發生關係，因而發現其實自己已經愛上政宗，直到清楚明白自己失戀前仍深愛政宗。知道高野政宗曾因為小野寺律的離開而自暴自棄，所以對小野寺懷有敵意。在某次針對小野寺的言語阻嚇後，政宗為保護小野寺而向隆史宣稱：「你無論作為同事或朋友都是最好的，但是，我的戀愛和你沒有關係。」失戀當天跑去買醉，因而和桐嶋開始熟識。在高野政宗過著頹廢的生活時以「連照顧自己都做不到的人沒有資格飼養牠」將空太接收，到現在仍然由他飼養著空太。
與日和是好朋友，也時常一起做菜。長相兇惡內心卻十分溫柔的橫澤，受到貓或狗、甚至是孩童（日和）的喜歡。
桐嶋禪（聲：古谷徹）
32歲。生日：6月16日。星座：雙子座
少年漫畫部的主編、丸川書店當紅雜誌JAMP的總編，亦專責超人氣漫畫家、《The☆漢》的作者伊集院響。超S的雙性戀，喜歡讓自尊心高傲的傢伙屈服於自己。在不可抗力的情況下照顧了喝得爛醉如泥的橫澤，以此為媒介戲弄著橫澤，令橫澤沒有心力沉浸在失戀的沮喪中。看穿人性格的能力非比尋常，曾向橫澤斷言過：「高野？雖然他看上去自尊心也很高，但其實內心可脆弱了，一看就經不住打擊。我要是真的欺負他的話，他很容易就一蹶不振了吧。」此言令意外的橫澤認同。平時的桐嶋看起來身材纖細，但外套下的胸膛卻十分結實，體格上竟勝橫澤一籌。已婚，惟內子於早年前去世，育有一女。十分疼愛女兒日和，據日和說是個料理白癡、連蘋果皮都不會削。小學曾因父母而去學習柔道。
桐嶋日和（聲：堀江由衣）
10歲。生日：8月26日。星座：處女座
桐嶋禪的女兒。十分早熟又懂事，深得橫澤佩服。料理高手。喜歡小動物。
桐嶋櫻（（きりしま さくら））
已故。桐嶋禪的妻子、日和的母親，生前柔弱多病。
逸見和真（聲：石井真）
銷售人員（比隆史小3歲）。喝醉時會胡言亂語，有些天然呆。憧憬禪。
五百川勇斗
日和的同學，暗戀愛坐在同桌的她。體育萬能，在男女同學中都很有人氣。
五百川
27、28歲左右。勇斗的叔叔，富士野書房的銷售人员。和桐嶋父女住在同一所公寓里，獨居。裝作天然呆實則性格張狂。被之前一起交往的女人甩了之後，馬上就喜歡上了隆史。
安田豪
丸川書店的動畫制作人（現在是《The☆漢》的擔當）。一般都在工作現場，基本不會在公司出現。雖然害羞，卻從不流露於外表。和禪是同期的社員。關於他的川文都很荒唐得難以置信。其實有雙性戀傾向，能敏銳地感覺到BL關係。
北川由紀
日和的同學及好友，和她住在同一所公寓裡。
空太
高野政宗在高中時撿養的小貓，之後由橫澤隆史飼養。現居桐嶋家，喜歡桐嶋日和。

## 用語
| 用語              | 解釋 |
| ----------------- | --- |
| 丸川書店          | 東京主要出版商。宇佐美明彥創立的公司。主要出版文學、少年和少女漫畫、青年漫畫、BL和輕小說等。 二樓是文學銷售部門和製作部門，三樓是文學編輯部、漫畫銷售部、吸煙房，四樓是綠寶石編輯部、藍寶石編輯部，五樓是Jump編輯部。命名來自於角川書店。 |
| 綠寶石編集部      | 丸川書店的少女漫畫編輯部，簡稱「乙女部」。編輯全部是男性（謠傳都是只錄取顏值較好的美男子）。 單行本和雜誌的製作以20天為一個周期。這個部門以前業績長期不振、高野政宗接手後現在社内銷售成績扶搖直上。                                       |
| 小野寺出版        | 小野寺律的父親創立的大型出版社。 |
| 叮酷兒            | 少女漫畫雜誌《》的白兔。翡翠編輯部守護神。 |
|                   | 政宗和律高中時代去的快餐店。命名來自於Subway。 |
| 集談社            | 和丸川書店是競爭對手，是高野以前待過的公司。主要出版少年周刊雜誌。 |
| K醫學大學附屬醫院 | 命名來自於慶應義塾大學醫院。 |
| 帝國酒店          | 命名來自於帝國飯店。 |

## 出版書籍

### 漫畫
- 中村春菊《世界一初戀 ～小野寺律的情況～》（世界一初恋 ～小野寺律の場合～）

| 卷數 | 角川書店                                      | 角川書店                                                        | 台灣角川       | 台灣角川               |
| 卷數 | 發售日期                                      | ISBN                                                            | 發售日期       | EAN / ISBN             |
| ---- | --------------------------------------------- | --------------------------------------------------------------- | -------------- | ---------------------- |
| 1    | 2008年7月1日                                  | ISBN 978-4-04-854190-9                                          | 2010年7月23日  | ISBN 978-986-237-643-0 |
| 2    | 2009年8月1日                                  | ISBN 978-4-04-854351-4                                          | 2010年10月28日 | ISBN 978-986-237-757-4 |
| 3    | 2009年10月1日                                 | ISBN 978-4-04-854371-2                                          | 2010年11月24日 | ISBN 978-986-237-900-4 |
| 4    | 2010年7月1日                                  | ISBN 978-4-04-854487-0                                          | 2011年10月26日 | ISBN 978-986-287-362-5 |
| 5    | 2011年3月22日 (特裝版) 2011年4月1日(通常版)   | ISBN 978-4-04-900805-0 (特裝版) ISBN 978-4-04-854618-8 (通常版) | 2012年8月15日  | ISBN 978-986-287-683-1 |
| 6    | 2011年9月27日 (特裝版) 2011年10月1日 (通常版) | ISBN 978-4-04-854695-9 (特裝版) ISBN 978-4-04-854650-8 (通常版) | 2013年8月15日  | ISBN 978-986-325-041-8 |
| 7    | 2012年8月1日                                  | ISBN 978-4-04-120309-5 (特裝版) ISBN 978-4-04-120308-8 (通常版) | 2013年11月14日 | ISBN 978-986-325-507-9 |
| 8    | 2013年7月31日                                 | ISBN 978-4-04-120814-4                                          | 2016年1月20日  | ISBN 978-986-366-329-4 |
| 9    | 2014年9月1日                                  | ISBN 978-4-04121136-6 (特裝版) ISBN 978-4-04121135-9 (通常版)   | 2016年5月16日  | ISBN 978-986-366-786-5 |
| 10   | 2015年9月1日                                  | ISBN 978-4-04103318-0                                           | 2017年3月27日  | ISBN 978-986-473-572-3 |
| 11   | 2016年7月1日                                  | ISBN 978-4-04104154-3                                           | 2018年4月19日  | ISBN 978-957-564-155-9 |
| 12   | 2017年6月30日                                 | ISBN 978-4-04105785-8 (特裝版) ISBN 978-4-04105784-1 (通常版)   | 2018年12月5日  | ISBN 978-957-564-628-8 |
| 13   | 2018年5月1日                                  | ISBN 978-4-04-106503-7 (特裝版) ISBN 978-4-04-106502-0 (通常版) | 2020年2月26日  | ISBN 978-957-743-477-7 |
| 14   | 2019年5月1日                                  | ISBN 978-4-04-108141-9                                          | 2021年01月25日 | ISBN 978-9-86-524184-1 |
| 15   | 2020年5月1日                                  | ISBN 978-4-04-109477-8 (特裝版) ISBN 978-4-04-109478-5 (通常版) | 2021年11月29日 | ISBN 978-9-86-524968-7 |
| 16   | 2021年5月1日                                  | ISBN 978-4-04-111266-3                                          | 2023年02月16日 | ISBN 978-6-26-352154-4 |
| 17   | 2022年4月30日                                 | ISBN 978-4-04-112086-6                                          | 2024年03月21日 | ISBN 978-6-26-378651-6 |
| 18   | 2023年5月1日                                  | ISBN 978-4-04-113194-7                                          |                |                        |
| 19   | 2024年5月1日                                  | ISBN 978-4-04-114837-2 (特裝版) ISBN 978-4-04-114391-9 (通常版) |                |                        |

### 小說
- 藤崎都+中村春菊《世界一初戀 ～吉野千秋的情況～》

| 卷數 | 角川集團      | 角川集團               |                        |
| 卷數 | 發售日期      | ISBN                   |                        |
| ---- | ------------- | ---------------------- | ---------------------- |
| 卷數 | 1             | 2007年11月1日          | ISBN 978-4-04-445533-0 |
| 2    | 2008年11月1日 | ISBN 978-4-04-445539-2 |                        |
| 3    | 2009年11月1日 | ISBN 978-4-04-445544-6 |                        |
| 4    | 2011年4月1日  | ISBN 978-4-04-445551-4 |                        |

- 藤崎都+中村春菊《世界一初戀 ～橫澤隆史的情況～》

| 卷數 | 角川集團      | 角川集團               |                        |
| 卷數 | 發售日期      | ISBN                   |                        |
| ---- | ------------- | ---------------------- | ---------------------- |
| 卷數 | 1             | 2011年11月1日          | ISBN 978-4-04-100046-5 |
| 2    | 2012年9月1日  | ISBN 978-4-04-100453-1 |                        |
| 3    | 2012年12月1日 | ISBN 978-4-04-100588-0 |                        |
| 4    | 2013年7月1日  | ISBN 978-4-04-100895-9 |                        |
| 5    | 2014年3月1日  | ISBN 978-4-04-101249-9 |                        |
| 6    | 2014年9月30日 | ISBN 978-4-04-102208-5 |                        |

- 藤崎都+中村春菊《世界一初戀 ～羽鳥芳雪的情況～》

| 卷數 | 角川集團      | 角川集團               |                        |
| 卷數 | 發售日期      | ISBN                   |                        |
| ---- | ------------- | ---------------------- | ---------------------- |
| 卷數 | 1             | 2016年7月1日           | ISBN 978-4-04-104160-4 |
| 2    | 2017年6月30日 | ISBN 978-4-04-105783-4 |                        |

### 漫畫+小說合輯
- 藤崎都+中村春菊《世界一初戀 ～吉野千秋的情況～》

| 卷數 | 角川集團     | 角川集團              |                       |
| 卷數 | 發售日期     | ISBN                  |                       |
| ---- | ------------ | --------------------- | --------------------- |
| 卷數 | 1            | 2016年7月1日          | ISBN 978-4-04104155-0 |
| 2    | 2016年8月1日 | ISBN 978-4-04104156-7 |                       |

- 藤崎都+中村春菊《世界一初戀 ～羽鳥芳雪的情況～》

| 小說卷數 | 角川集團      | 角川集團              |                       |
| 小說卷數 | 發售日期      | ISBN                  |                       |
| -------- | ------------- | --------------------- | --------------------- |
| 小說卷數 | 1             | 2016年7月1日          | ISBN 978-4-04104160-4 |
| 2        | 2017年6月30日 | ISBN 978-4-04105783-4 |                       |

- 藤崎都+中村春菊《世界一初戀 ～橫澤隆史的情況～》

| 卷數 | 角川集團      | 角川集團              |                       |
| 卷數 | 發售日期      | ISBN                  |                       |
| ---- | ------------- | --------------------- | --------------------- |
| 卷數 | 1             | 2016年8月1日          | ISBN 978-4-04104157-4 |
| 2    | 2016年9月1日  | ISBN 978-4-04104158-1 |                       |
| 3    | 2016年10月1日 | ISBN 978-4-04104159-8 |                       |

- 藤崎都+中村春菊《世界一初戀 ～Animate的情況～》

| 卷數 | 角川集團 | 角川集團     |                       |
| 卷數 | 發售日期 | ISBN         |                       |
| ---- | -------- | ------------ | --------------------- |
| 卷數 | 1        | 2017年5月1日 | ISBN 978-4-04105299-0 |

## 廣播劇CD
鄉村純子負責劇本，並由日本角川書店出版。
| 中文名稱                                       | 日文名稱 | 發售日期       | 收錄時間          | 枚數 |
| ---------------------------------------------- | -------- | -------------- | ----------------- | ---- |
| 世界一初戀1 ～小野寺律的情況＋吉野千秋的情況～ |          | 2008年7月30日  | 67分27秒+68分47秒 | 2枚  |
| 世界一初戀2 ～吉野千秋的情況＋小野寺律的情況～ |          | 2008年10月31日 | 61分24秒+62分15秒 | 2枚  |
| 世界一初戀3 ～小野寺律的情況＋吉野千秋的情況～ |          | 2009年11月1日  | 74分34秒+54分21秒 | 2枚  |
| 世界一初戀4 ～吉野千秋的情況＋小野寺律的情況～ |          | 2010年3月31日  | 63分09秒+56分54秒 | 2枚  |
| 世界一初戀 ～小野寺律的場合1～ 短劇&談話       |          | 2009年1月30日  | 19分06秒          | 1枚  |
| 世界一初戀 ～小野寺律的場合2～ 短劇            |          | 2010年11月30日 | 11分21秒          | 1枚  |
| 世界一初戀 ～吉野千秋的場合～ 短劇&談話        |          | 2009年9月30日  | 24分40秒          | 1枚  |

## 角色歌CD
| 電視動畫       | 名稱             | 發行   | 發售日        | JAN               | 聲優       | 音樂                       | 收錄       | 收錄時間 | 枚數 |
| -------------- | ---------------- | ------ | ------------- | ----------------- | ---------- | -------------------------- | ---------- | -------- | ---- |
| 《世界一初戀》 | 角色歌1 小野寺律 | LANTIS | 2011年6月8日  | JAN 4540774408115 | 近藤隆     | 渡邊拓也                   | 《》、《》 | 18分     | 1枚  |
| 《世界一初戀》 | 角色歌2 吉野千秋 | LANTIS | 2011年6月22日 | JAN 4540774408146 | 立花慎之介 | 橋本由香利、關淳二郎       | 《》、《》 | 16分     | 1枚  |
| 《世界一初戀》 | 角色歌3 木佐翔太 | LANTIS | 2011年7月6日  | JAN 4540774408245 | 岡本信彥   | 增田武史、吉田勝弥、高田曉 | 《》、《》 | 16分     | 1枚  |

## 網路廣播
廣路廣播節目「世界一初戀 ～網路廣播的情況～」自2011年4月7日至2012年1月26日由音泉及Lantis web radio開始放送，每隔一週週四更新，共20回。由Lantis贊助，主持人為近藤隆、立花慎之介、岡本信彦，來賓有喜多修平（第1回）及（第2回）。

## 電視動畫
於2011年4月8日在獨立UHF放送局上放映。
第一季動畫宣傳標題：「初戀不可能有結果。——這句話，是誰說的？」（初恋なんて、叶わないモノ。――そんなの、誰が言ったわけ？）
第二季動畫宣傳標題：「無論是戀愛還是工作都被『批評到底』——真是氣死人了！！」（恋も仕事も「ダメだし」ばっかり。――ホント、むかつく！！）

### 工作人員
- 原作：中村春菊（角川書店隔月刊《CIEL》連載／ASUKA COMICS CL-DX刊）
- 監督：今千秋
- 系列構成：中瀨理香
- 人物設計：菊地洋子
- 色彩設計：松本真司
- 美術監督：清水順子
- 撮影監督：近藤慎與
- 編集： 松村正宏
- 音響監督：鄉田穗積
- 音樂：安瀨聖
- 音樂制作：Latis
- 動畫制作： STUDIO DEEN
- 製作：

### 主題曲
第1季
- 片頭曲

作詞 -  / 作曲・編曲 - 宮崎誠 / 歌 - 喜多修平

- 片尾曲

作詞・作曲・歌 -  / 編曲 - 吉田明廣
第2季
- 片頭曲

作詞 -  / 作曲・編曲 - 宮崎誠 / 歌 - 喜多修平
- 片尾曲

作詞・作曲 - 小西透太 / 編曲・歌 - Sakura Merry-Men

### 各話列表
| 話數   | 副標題                                                                | 中文標題                               | 腳本       | 演出     | 分鏡         | 作畫監督                                | 總作畫監督                   |
| 第1季  | 第1季                                                                 | 第1季                                  | 第1季      | 第1季    | 第1季        | 第1季                                   | 第1季                        |
| ------ | --------------------------------------------------------------------- | -------------------------------------- | ---------- | -------- | ------------ | --------------------------------------- | ---------------------------- |
| 第1話  | First impressions are the most lasting.                               | 第一印象是最持久的                     | 中瀨理香   | 小瀧禮   | 西村博昭     | 安田京弘 金順淵                         | 菊地洋子                     |
| 第2話  | A man has free choice to begin love but not to end it.                | 人可以自由開始一段感情但無法隨便結束它 | 中瀨理香   | 藤原良二 | 小野田雄亮   | Kim Hyun ok 藤本真由（輔佐）            | 菊地洋子 安田京弘            |
| 第3話  | In love there is both dotage and discretion.                          | 愛情裡有糊塗也有謹慎                   | 中村能子   | 坂本鄉   | 杉山慶一     | 宮田奈保美                              | 菊地洋子 安田京弘            |
| 第4話  | Adversity makes a man wise.                                           | 逆境使人變得聰明                       | 中村能子   | 小瀧禮   | 高村雄太     | 山本佐和子 平川亞喜雄 森本浩文（輔佐）  | 菊地洋子 安田京弘            |
| 第5話  | Love is lawless.                                                      | 愛是無規則的                           | 橫手美智子 | 藤原良二 | 西村博昭     | 金順淵 瀧原美樹 森本浩文（輔佐）        | 菊地洋子 安田京弘            |
| 第6話  | Go to the sea, if you would fish well.                                | 不入虎穴焉得虎子                       | 橫手美智子 | 小瀧禮   | 日卷裕二     | Kim Hyun ok Lee Mi-kyung                | -                            |
| 第7話  | Coming events cast their shadows before them.                         | 山雨欲來風滿樓                         | 中瀨理香   | 西村純二 | 坂之上小次郎 | 宮田奈保美 福世孝明（輔佐）             | -                            |
| 第8話  | Looks breed love.                                                     | 一見鍾情                               | 中村能子   | 藤原良二 | 吉田俊司     | 平川亞喜雄 川崎愛香                     | 菊地洋子 安田京弘            |
| 第9話  | The die is cast.                                                      | 木已成舟                               | 橫手美智子 | 小瀧禮   | 藤本ジ朗     | 池下博紀 小坂知（輔佐）                 | 菊地洋子 安田京弘            |
| 第10話 | Absence makes the heart grow fonder.                                  | 小別勝新婚                             | 中瀨理香   | 藤原良二 | 橋本敏一     | Kim Hyun Ok Kim Jong Hun Lee Jun Jong   | 菊地洋子 安田京弘            |
| 第11話 | It never rains but it pours.                                          | 屋漏偏逢連夜雨                         | 橫手美智子 | 西村純二 | 篠見康行     | Cha Sung II Jo Young Rae                | 菊地洋子 安田京弘            |
| 第12話 | After a storm comes a calm.                                           | 否極泰來                               | 中瀨理香   | 藤原良二 | 西村博昭     | 金順淵                                  | 菊地洋子 安田京弘            |
| 第2季  |                                                                       |                                        |            |          |              |                                         |                              |
| 第1話  | A good beginning makes a good ending.                                 | 有好的開始就有好的結束                 | 中瀨理香   | 小瀧禮   | 小俁真一     | 山本佐和子 小坂知 平川亞喜雄            | 菊地洋子 安田京弘 平川亞喜雄 |
| 第2話  | One cannot love and be wise.                                          | 愛情使人盲目                           | 中村能子   | 藤原良二 | 烏羽聰       | Kim Hyun Ok Kim Jong Hun Lee Jung jun   | 菊地洋子 安田京弘 平川亞喜雄 |
| 第3話  | Lingering love breeds mistake.                                        | 纏綿的愛情會產生錯誤                   | 橫手美智子 | 西村純二 | 西村博昭     | 川崎愛香                                | 菊地洋子 安田京弘 平川亞喜雄 |
| 第4話  | Delay in love is dangerous.                                           | 耽擱於愛情是危險的                     | 橫手美智子 | 浪速勉   | 淺利藤彰     | Park Hye Ran Lee Sang Min Park Jong Jun | 菊地洋子 安田京弘 平川亞喜雄 |
| 第5話  | Follow love and it will flee thee, flee love and it will follow thee. | 追求愛情，它要逃走；逃避愛情，它會跟你 | 中村能子   | 藤原良二 | 吉田俊司     | 池下博紀 金順淵                         | 安田京弘 平川亞喜雄 河南正昭 |
| 第6話  | Love is without reason.                                               | 愛情是沒理智的                         | 橫手美智子 | 西村純二 | 高村雄太     | 氏家嘉宏 瀧原美樹                       | 安田京弘 平川亞喜雄 河南正昭 |
| 第7話  | Actions speak louder than words.                                      | 事實勝於雄辯                           | 中瀨理香   | 小瀧禮   | 西村博昭     | 安田京弘 山本佐和子 高澤美佳            | 安田京弘 平川亞喜雄 河南正昭 |
| 第8話  | Love and envy make a man pine.                                        | 愛情與嫉妒令人憔悴                     | 中村能子   | 西村純二 | 高橋英俊     | Cha Sung Il Jo Young Rae                | 安田京弘 平川亞喜雄 河南正昭 |
| 第9話  | Love is blind.                                                        | 愛是盲目的                             | 中村能子   | 西村純二 | 吉田俊司     | 小坂知 池下博紀                         | 安田京弘 平川亞喜雄 河南正昭 |
| 第10話 | Love goes never without fear.                                         | 愛無所畏懼                             | 中瀨理香   | 藤原良二 | 高村雄太     | 瀧原美樹 氏家嘉宏                       | 安田京弘 平川亞喜雄          |
| 第11話 | Love makes the world go round.                                        | 愛讓世界旋轉                           | 中瀨理香   | 小瀧禮   | 西村博昭     | 安田京弘 平川亞喜雄                     | 安田京弘 平川亞喜雄          |
| 第12話 | Love is a bitter-sweet.                                               | 愛是苦中帶甜                           | 今千秋     | 今千秋   | 今千秋       | 菊地洋子 金順淵                         | 菊地洋子                     |

### 播放電視台
日本深夜動畫：下文記載的日本国内播放時間使用日本標準時間（UTC+9）表示。因為部分時間标识會採用30小时制，因此請留意这类超过24:00的时间，其實際播放時間為翌日清晨。
| 播放地區 | 播放電視台   | 播放期間                 | 播放時間                     | 播放區分      |
| 第一季   | 第一季       | 第一季                   | 第一季                       | 第一季        |
| -------- | ------------ | ------------------------ | ---------------------------- | ------------- |
| 埼玉縣   | 埼玉電視台   | 2011年4月8日－6月24日    | 星期五 25:05－25:35          | 獨立UHF放送局 |
| 岐阜縣   | 岐阜放送     | 2011年4月11日－6月27日   | 星期一 25:45－26:15          | 獨立UHF放送局 |
| 千葉縣   | 千葉電視台   | 2011年4月11日－6月27日   | 星期一 26:00－26:30          | 獨立UHF放送局 |
| 兵庫縣   | SUN電視台    | 2011年4月11日－6月27日   | 星期一 26:05－26:35          | 獨立UHF放送局 |
| 京都府   | KBS京都      | 2011年4月12日－6月28日   | 星期二 25:00－25:30          | 獨立UHF放送局 |
| 三重縣   | 三重電視台   | 2011年4月12日－6月28日   | 星期二 26:50－27:20          | 獨立UHF放送局 |
| 東京都   | TOKYO MX     | 2011年4月12日－6月28日   | 星期二 27:00－27:30          | 獨立UHF放送局 |
| 神奈川縣 | 神奈川電視台 | 2011年4月13日－6月29日   | 星期三 25:45－26:15          | 獨立UHF放送局 |
| 福岡縣   | TVQ九州放送  | 2011年4月13日－6月29日   | 星期三 26:48－27:18          | TXN           |
| 全国放送 | AT-X         | 2011年4月15日－7月1日    | 星期五 08:00－08:30 （重播） | 衛星電視(CS)  |
| 第二季   |              |                          |                              |               |
| 埼玉縣   | 埼玉電視台   | 2011年10月7日－12月23日  | 星期五 25:05－25:35          | 獨立放送局    |
| 神奈川縣 | 神奈川電視台 | 2011年10月10日－12月26日 | 星期一 25:45－26:15          | 獨立放送局    |
| 岐阜縣   | 岐阜放送     | 2011年10月10日－12月26日 | 星期一 25:45－26:15          | 獨立放送局    |
| 千葉縣   | 三重電視台   | 2011年10月10日－12月26日 | 星期一 26:00－26:35          | 獨立放送局    |
| 兵庫縣   | SUN電視台    | 2011年10月10日－12月26日 | 星期一 26:05－26:35          | 獨立放送局    |
| 福岡縣   | TVQ九州放送  | 2011年10月10日－12月26日 | 星期一 26:23－26:53          | TXN           |
| 京都府   | KBS京都      | 2011年10月11日－12月27日 | 星期二 25:00－25:30          | 獨立放送局    |
| 三重縣   | 三重電視台   | 2011年10月11日－12月27日 | 星期二 26:50－27:20          | 獨立放送局    |
| 東京都   | TOKYO MX     | 2011年10月12日－12月28日 | 星期三 26:00－26:30          | 獨立放送局    |
| 全國放送 | AT-X         | 2011年10月14日－12月30日 | 星期五 08:00－08:30 （重播） | 衛星電視(CS)  |

### DVD
| 卷數   | 發售日期       | 收錄話數       | 規格編號       | 規格編號  |
| 卷數   | 發售日期       | 收錄話數       | 特装版／限定版 | 通常版    |
| 第一季 | 第一季         | 第一季         | 第一季         | 第一季    |
| ------ | -------------- | -------------- | -------------- | --------- |
| 1      | 2011年6月24日  | 第1話－第2話   | KABA-9401      | KABA-9501 |
| 2      | 2011年7月22日  | 第3話－第4話   | KABA-9402      | KABA-9502 |
| 3      | 2011年8月26日  | 第5話－第6話   | KABA-9403      | KABA-9503 |
| 4      | 2011年9月30日  | 第7話－第8話   | KABA-9404      | KABA-9504 |
| 5      | 2011年10月28日 | 第9話－第10話  | KABA-9405      | KABA-9505 |
| 6      | 2011年11月25日 | 第11話－第12話 | KABA-9406      | KABA-9506 |
| 第二季 |                |                |                |           |
| 1      | 2011年12月22日 | 第1話－第2話   | KABA-9407      | KABA-9507 |
| 2      | 2012年1月27日  | 第3話－第4話   | KABA-9408      | KABA-9508 |
| 3      | 2012年2月24日  | 第5話－第6話   | KABA-9409      | KABA-9509 |
| 4      | 2012年3月30日  | 第7話－第8話   | KABA-9410      | KABA-9510 |
| 5      | 2012年4月27日  | 第9話－第10話  | KABA-9411      | KABA-9511 |
| 6      | 2012年5月25日  | 第11話－第12話 | KABA-9412      | KABA-9512 |

## OVA
- ～小野寺律の場合～

在電視動畫版本之前放映。收錄在漫畫版《世界一初戀～小野寺律的場合》01、02中（番外篇）的故事（2011年3月22日發售）。
講述小野寺律和嵯峨政宗在高中的告白以及相戀經過。整部OVA中充滿著櫻花、粉紅色的優美特效，且沒有收錄OP&ED（充分運用背景音）
| 話數  | 副標題                       | 腳本     | 分鏡     | 演出     | 作畫監督 |
| ----- | ---------------------------- | -------- | -------- | -------- | -------- |
| 第0話 | No love's like to the first. | 中瀬理香 | 藤原良二 | 西村博昭 | 菊地洋子 |

- ～羽鳥芳雪の場合～

收錄在漫畫第6卷（2011年9月27日發售）。動畫版本放映12.5話（約20分鐘）。
| 話數     | 副標題                                        | 腳本     | 分鏡     | 演出     | 作畫監督          |
| -------- | --------------------------------------------- | -------- | -------- | -------- | ----------------- |
| 第12.5話 | The quarrel of lovers is the renewal of love. | 中村能子 | 西村順二 | 吉田俊司 | 瀧原美樹 森本浩文 |

## 劇場版
劇場版《世界第一初戀 ～橫澤隆史的情況～》於2014年3月15日在日本全國上映，並與短篇《世界一初戀 ～情人節短篇～》一起放映。

### 工作人員
- 原作 - 中村春菊
- 小說 - 藤崎都（角川ルビー文庫刊）
- 監督・脚本 - 今千秋
- 人物設計 - 菊地洋子、安田京弘
- 色彩設定 - 松本真司
- 美術監督 - 高橋忍
- 攝影監督 - 近藤慎與
- 編輯 - 松村正宏
- 音響監督 -
- 音樂 - 安瀬聖
- 音樂製作 -
- 動畫製作 -
- 製作 -

### 主題歌
- 劇場版《世界第一初戀 ～橫澤隆史的情況～》

作詞 - 
作曲・編曲 - Meis Clauson
歌 - 喜多修平
- 短篇《世界一初戀 ～情人節短篇～》

作詞 - 
作曲・編曲 - Meis Clauson
歌 - 喜多修平

## 備注及參考資料
1. 1 2  The Ruby 2006年 11月號 雜誌封面
2. ↑  . 『エメラルド』オフィシャルWEBサイト | KADOKAWA.   [2024-04-30]. （原始内容存档于2024-04-02） （日语）.
3. ↑  .   [2019-02-09]. （原始内容存档于2021-01-27）.
4. ↑  .   [2019-02-09]. （原始内容存档于2021-04-20）.
5. ↑  . 《CIEL》官方網站. 2008-10-01  [2010-12-14]. （原始内容存档于2010-05-06） （日语）.
6. ↑  . 巴哈姆特. 2010-02-03  [2010-12-14]. （原始内容存档于2019-05-14）.
7. ↑  . 動畫新聞網. 2010-11-29  [2010-12-14]. （原始内容存档于2011-03-22） （英语）.
8. ↑  . 動畫新聞網. 2010-07-01  [2010-12-14]. （原始内容存档于2011-04-12） （英语）.

## 外部連結
- （日語）《世界一初戀》動畫官方網站（页面存档备份，存于）
- （日語）連載雜誌《CIEL》官方網站